# Victoria’s Secret
Victoria’s Secret (с англ. — «Секрет Виктории», транслит. Викториаc Сикрет) — американская компания, занимающаяся продажей женского нижнего белья, купальников, одежды, косметики, парфюмерии и аксессуаров. Базируется в Рейнольдсбурге (штат Огайо, США).

## История
В середине 1970-х годов Рой Реймонд, выпускник Стенфорда со степенью MBA, решил сделать своей жене подарок и отправился в универмаг в поисках красивого женского белья, однако не смог найти ничего подходящего. Так он пришёл к выводу, что есть свободная ниша на рынке — магазины, в которых бы мужчины могли покупать бельё для женщин. В 1977 году в торговом центре Пало-Алто он открыл свой первый магазин, назвав его Victoria’s Secret; он был оформлен как будуар Викторианской эпохи. К 1982 году было открыто ещё 3 магазина в области залива Сан-Франциско, также была начата торговля по каталогу; продажи составляли около 4 млн долларов в год. В целом предприятие не имело успеха и было близко к банкротству.
В 1982 году Реймонд продал Victoria’s Secret за 1 млн долларов Лесли Векснеру, владельцу розничной сети магазинов женской одежды The Limited, которая базировалась в Колумбусе (штат Огайо). Хотя название было сохранено, концепция магазинов изменилась — они стали ориентироваться на женщин, предлагая нижнее бельё, которое выглядело дорогим, как La Perla, но было доступным по цене. Эта бизнес-модель оказалась намного успешней — к началу 1990-х годов сеть Victoria’s Secret насчитывала 350 магазинов, оборот достиг 1 млрд долларов. С 1995 года начал проводиться ежегодный показ мод Victoria’s Secret Fashion Show. Были запущены новые модели белья, такие как Miracle Bra и Body by Victoria, которые имели большой успех; в 1991 году началась продажа парфюмерии, в 1998 году — косметики. В 2002 году был запущен бренд Pink, ориентированный на подростков.
В 2006 году компанию Victoria’s Secret возглавила Шэрен Джестер Терни; при ней за 9 лет продажи выросли на 70 %, до 7,7 млрд долларов. В 2016 году Терни подала в отставку, её сменил Векслер. Он закрыл каталог, прекратил выпуск купальников и одежды, сосредоточившись на нижнем белье и косметике. В 2016 году продажи начали падать, доля Victoria’s Secret на рынке нижнего белья сократилась с 33 % в 2016 году до 24 % в 2018 году. Среди причин падения продаж были измения предпочтений покупателей, рост конкуренции со стороны новых брендов, падение качества продукции. В 2019 году были выявлены связи компании и её главы Векслера с Джеффри Эпштейном, что также подорвало репутацию бренда. В 2019 году было отменено шоу Victoria’s Secret из-за падения популярности.
В феврале 2020 году вышла статья в The New York Times, раскрывавшая атмосферу запугивания и сексуального насилия, царящую в компании. Позже в том же году Векслер подал в отставку. Тогда же было объявлено о продаже контрольного пакета акций Victoria’s Secret инвестиционной компании Sycamore Partners. В апреле 2020 года Sycamore Partners отказалась от сделки из-за закрытия магазинов Victoria’s Secret во время пандемии COVID-19. В августе 2021 года Victoria’s Secret стала самостоятельной компанией, её акции были размещены на Нью-Йоркской фондовой бирже.
В декабре 2022 года была куплена компания AdoreMe, Inc.,занимающаяся продажами нижнего белья через интернет, её основной бренд — Adore Me.
В 2023 году, после пятилетнего перерыва, компания объявила о возобновлении практики ежегодных показов новой коллекции. Показ состоявшийся в сентябре в Барселоне кардинально отличался от предыдущих, он транслировался на платформе Prime Video и являл собой показ четырёх коллекций независимых дизайнеров-художников из Лагоса, Боготы, Лондона и Токио. В завершение ребрендинга в октябре Victoria’s Secret выпустила коллекцию нижнего белья для женщин с ограниченными возможностями. Главной звездой показа 2023 выступила Doja Cat.
В апреле 2025 года Адам Селман стал новым креативным директором Victoria’s Secret.

## Деятельность
Компания занимается розничной продажей нижнего белья, одежды, купальников, парфюмерии и косметики под брендами Victoria’s Secret, Pink и Adore Me. По состоянию на февраль 2025 года сеть компании насчитывала 882 магазина, из них в США — 788, в Канаде — 24, в Китае — 70; ещё около 500 магазинов в 70 странах работали по лицензии или договору франчайзинга. В Китае Victoria’s Secret работает через совместное предприятие с гонконгской компанией Regina Miracle. Треть продаж приходится на электронную коммерцию. Компания участвует в разработке дизайна текстильной продукции, но изготавливают её контрактные производители в Юго-Восточной Азии; косметика и парфюмерия производится в Огайо.
Выручка компании за 2024/25 финансовый год составила 6,23 млрд долларов, из них 84 % пришлось на США. В списке крупнейших компаний США Fortune 1000 за 2024 год Victoria’s Secret заняла 556-е место. Компания заняла 138 место в рейтинге Forbes "Лучшие работодатели Америки для женщин" за 2025 год.

## Акционеры
С 2021 года акции компании котируются на Нью-Йоркской фондовой бирже и в основном принадлежат институциональным инвесторам. По состоянию на 2025 год крупнейшими из них были BlackRock Advisors LLC (15 %), Vanguard Fiduciary Trust Co. (11,23 %), State Street Corporation (4,04 %), T. Rowe Price Investment Management, Inc. (2,34 %). Крупным частным акционером является австралийский предприниматель Бретт Бланди (12,91 %).

## Ангелы Victoria’s Secret
До лета 2021 года «ангелы» Victoria’s Secret — наиболее известные модели, представляющие продукцию компании. Дебют «ангелов» состоялся во время четвёртого ежегодного показа в 1998 году. Первыми «ангелами» стали Тайра Бэнкс, Хелена Кристенсен, Карен Мюлдер, Стефани Сеймур и Даниэла Пештова. Моделей называли «ангелами» благодаря тому, что во время ежегодного показа они традиционно выходят на подиум с разнообразными крыльями за плечами, похожими на крылья бабочек, ангелов, птиц и фей. Летом 2021 года компания приняла решение отказаться от использования «ангелов».
13 ноября 2007 «ангелы» Victoria’s Secret удостоились «звезды» на голливудской «Аллее Славы».
Модели Victoria’s Secret ежегодно входят в рейтинг Forbes. На 2014—2015 гг. три модели входят в список самых высокооплачиваемых: Адриана Лима — 9 млн долларов, Алессандра Амбросио — 5 млн долларов, Кэндис Свейнпол — 5 млн долларов.
В июне 2021 года компания отказалась от сексуальных «ангелов» и заменил их женщинами, которые прославились не своей внешностью, а своими достижениями. В их число вошли футболистка Меган Рапино, представительница лыжного фристайла Эйлин Гу, модель и адвокат Палома Эсслер, актриса и феминистка Приянка Чопра Джонас, трансгендерная модель Валентина Сампайо, беженка из Южного Судана манекенщица Адут Акеч, а также журналист и фотограф Аманда де Кадене. Немногим позже компания включила в состав «новых ангелов» испанскую плюс-сайз-модель Лорен Дюран. Вскоре компания провела показ, в котором приняла участие 24-летняя модель с синдромом Дауна — пуэрториканка София Джира.

### Бывшие Ангелы
- Бехати Принслу (2009—2021)
- Эльза Хоск (2015—2021)
- Тейлор Хилл (2015—2021)
- Жасмин Тукс (2015—2021)
- Марта Хант (2015—2021)
- Стелла Максвелл (2015—2021)
- Сара Сампайо (2015—2021)
- Роми Стрейд (2015—2021)
- Лаис Рибейро (2015—2021)
- Джозефин Скрайвер (2016—2021)
- Барбара Палвин (2019—2021)
- Алексина Грэм (2019—2021)
- Леоми Андерсон (2019—2021)
- Грейс Элизабет (2019—2021)
- Хелена Кристенсен (1997—1998)
- Мария Инес Риверо (1998—1999)
- Стефани Сеймур (1996—2000)
- Карен Мюлдер (1997—2000)
- Летиция Каста (1998—2000)
- Даниэла Пештова (1997—2002)
- Тайра Бэнкс (1997—2005)
- Жизель Бюндхен (2000—2007)
- Изабель Гулар (2005—2008)
- Каролина Куркова (2005—2009)
- Селита Ибэнкс (2005—2009)
- Хайди Клум (1999—2010)
- Мариса Миллер (2007—2010)
- Роузи Хантингтон-Уайтли (2010—2011)
- Шанель Иман (2010—2012)
- Миранда Керр (2007—2013)
- Эрин Хитертон (2010—2013)
- Линдсей Эллингсон (2011—2014)
- Даутцен Крус (2008—2014)
- Карли Клосс (2013—2014)
- Моника Ягачак (2015—2016)
- Катя Григорьева (2015—2016)
- Алессандра Амбросио (2004—2017)
- Адриана Лима (2000—2018)
- Лили Олдридж (2010—2018)
- Кэндис Свейнпол (2010—2018)

### Very Sexy Fantasy Bra
Very Sexy Fantasy Bra — комплект бюстгальтеров из драгоценных камней. Совокупная стоимость всех комплектов превышает 100 млн долларов. Fantasy Bra в разное время представляли:
- Клаудиа Шиффер (1996) — бюстгальтера «Million Dollar Miracle» стоимостью 1 млн долларов;
- Тайра Бэнкс (1997) — бюстгальтер «Diamond Dream» стоимостью 3 млн долларов;
- Даниэла Пештова (1998) — комплект «Dream Angels» стоимостью 5 млн долларов;
- Хайди Клум (1999) — комплект «Millennium Bra» стоимостью 10 млн долларов;
- Жизель Бюндхен (2000) — комплект «Red Hot» стоимостью 15 млн долларов;
- Хайди Клум (2001) — комплект «Heavenly Star» стоимостью 12,5 млн долларов;
- Каролина Куркова (2002) — комплект «Star of Victoria» стоимостью 10 млн долларов;
- Хайди Клум (2003) — комплект «Very Sexy» стоимостью 11 млн долларов;
- Тайра Бэнкс (2004) — комплект «Heavenly „70“» стоимостью 10 млн долларов из 18-каратного белого золота с 2900 бриллиантами и 70-каратным бриллиантом;
- Жизель Бюндхен (2005) — комплект «Sexy Splendor» стоимостью 12,5 млн долларов из 18-каратного белого золота с 2900 бриллиантами, 22 рубинами и 101-каратным бриллиантом;
- Каролина Куркова (2006) — комплект «Hearts on Fire Diamond» стоимостью 6,5 млн долларов с 2000 бриллиантами и 10-каратным бриллиантом в центре;
- Селита Ибэнкс (2007) — комплект «Holiday» стоимостью 4,5 млн долларов, включающий заколку, подвязку и браслет;
- Адриана Лима (2008) — комплект «Black Diamond» стоимостью 5 млн долларов из чёрных и белых бриллиантов и рубинов;
- Мариса Миллер (2009) — комплект «Harlequin» стоимостью 3 млн долларов из чёрных бриллиантов с 16-каратным бриллиантом;
- Адриана Лима (2010) — комплект «Bombshell» стоимостью 2 млн долларов из бриллиантов, топазов и сапфиров;
- Миранда Керр (2011) — бюстгальтер «Treasure» стоимостью 2,5 млн долларов из жемчуга, аквамарина, цитрина, белых и жёлтых бриллиантов на 142 карата, белого и жёлтого 18 каратного золота;
- Алессандра Амбросио (2012) — бюстгальтер «Floral» стоимостью 2,5 млн долларов из аметистов, сапфиров, цаворита, рубинов, белых, розовых и жёлтых бриллиантов, 18 каратного розового и жёлтого золота;
- Кэндис Свейнпол (2013) — бюстгальтер «Royal Fantasy Bra», стоимостью 10 млн долларов. Бюстгальтер и ремень включают в себя 4200 драгоценных камней, в том числе рубины, бриллианты и жёлтые сапфиры. Все это обрамляет 18 каратное золото, а в центре находится рубин грушевидной формы в 52 карата.
- Алессандра Амбросио и Адриана Лима (2014) — бюстгальтер «Dream Angels Fantasy Bra», стоимостью 2 млн долларов каждое.
- Лили Олдридж (2015) — бюстгальтер «Fireworks Fantasy Bra», стоимостью 2 млн долларов. На изготовление драгоценного бюстгальтера обрамлённого 18 каратным золотом ушло более 6500 драгоценных камней: топазов, гранатов, жёлтых сапфиров, а также бриллиантов и розового кварца. В общей сложности использовано 14 разновидностей драгоценных камней. Общий вес камней — чуть менее 1364 карат. Пояс в комплекте украшен 126 бриллиантами и 400 другими камнями.
- Жасмин Тукс (2016) комплект «The Bright Lights Fantasy Bra» стоимостью 3 млн долларов, покрыто белыми бриллиантами и изумрудами и насчитывает около 9000 драгоценных камней
- Лаис Рибейро (2017) комплект «Champagne Nights Fantasy Bra» стоимостью 2 млн долларов, из жёлтого золота сапфиров и бриллиантов.
- Эльза Хоск (2018) — бюстгальтер «Dream Angels Fantasy Bra» стоимостью 1 млн долл., состоит из серебра, топазов и бриллиантов.

## Victoria’s Secret в России
30 сентября 2011 года состоялось открытие первого фирменного бутика в России. В 2022 году компания ушла из России.